# Battle (confrontation artistique)
Pour les articles homonymes, voir Battle.

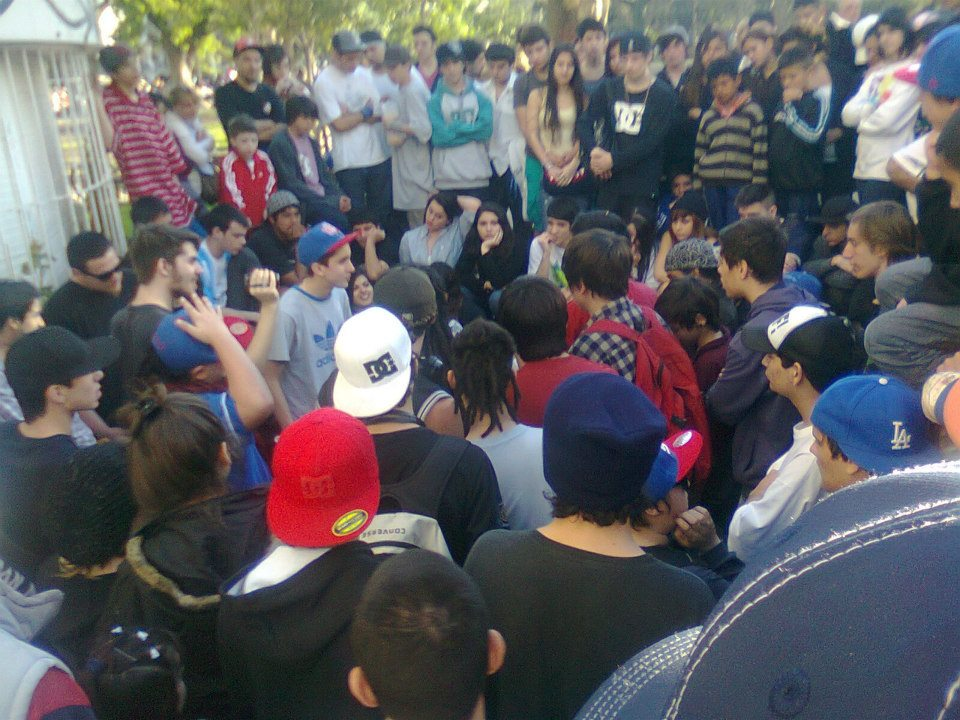
Battle de rue entre deux rappeurs.

Un battle (« bataille » en anglais, au sens de « joute » en français), ou battle-rap, est un terme de la culture hip-hop désignant une compétition entre rappeurs ou B-boys (danseurs hip-hop) ou autres artistes échangeant leurs meilleurs passages spontanés, dont l'issue se juge grâce à un jury qui peut se constituer de 3 ou 5 personnes.

## Terminologie
Ce terme provient de la culture hip-hop. D'un point de vue historique, il convient de dire « un » battle (le Battle of the Year, un battle de breakdance) plutôt que d'utiliser le féminin, même si l'usage en est attesté dans la langue courante. Par ailleurs, c'est un mot qui provient de l'anglais, langue où il n'y a pas de distinction de genre. C'est donc « un battle » ou « une bataille » pour la version francisée. Cependant, le terme a depuis été récupéré par la télévision et les médias, pour devenir « une » battle (La Grande Battle de France 2, The Voice : La Plus Belle Voix sur TF1 en France).

## Histoire
Initialement, il s'agit d'une confrontation organisée entre deux artistes. Les votants sont soit un jury, soit le public. Historiquement, ce type d'affrontement aura permis une baisse de la criminalité dans les milieux défavorisés du Bronx, aux États-Unis, et c'est à travers la danse que ce principe fondamental du hip-hop qu'est la compétition s'installe. Les danseurs de différents quartiers s'affrontent pacifiquement sur les pistes à travers des chorégraphies, plutôt que dans les rues de manière violente.
Le battle rap serait né sur la scène du hip-hop de la côte est à la fin des années 1980. L'un des premiers battles a lieu en décembre 1981, lorsque Kool Moe Dee a défié Busy Bee Starski. La défaite de Busy Bee Starski signifiait que « ce n'était plus un MC, juste un comique qui plaisait à la foule avec une langue bien pendue ; il était un commentateur et un conteur », rendant ainsi le format archaïque du rap de Busy obsolète, en faveur d'un style plus récent que KRS-One, rappant dans le documentaire Beef reconnaît avoir créé un changement dans le rap.
Certains des battles les plus importants qui ont eu lieu sur disque sont répertoriées dans le livre Ego Trip's Book of Rap Lists, et comprennent des battles tels que les Roxanne Wars (1984-1985), Juice Crew vs. Boogie Down Productions (1986-1988), Kool Moe Dee vs LL Cool J (1987-1991), Dr. Dre & Snoop Dogg vs. Luke (1992-1993), Common vs. Ice Cube (1994-1996), MC Pervis, Brand New Habits et LL Cool J vs. Canibus (1997-1998) - qui comportent tous des vers de battles mémorables. De la fin des années 1990 à la fin des années 2000, le rap freestyle devient très populaire, et de nombreux artistes sont remarqués pour leurs nouveaux styles, leur charisme et leurs punchlines pleines d'esprit lors de battles tels que Scribble Jam et Rocksteady.
Les championnats du monde de rap de Jump Off TV sont présentés pour la première fois à Londres, au Royaume-Uni, en 2006, avec des rappeurs américains et britanniques.
À Cuba, les battles freestyle font souvent suite à des concerts organisés et juxtaposent des chansons composées avec des paroles « fluides » qui sont pertinentes pour la situation actuelle. Le freestyle peut permettre aux membres du public de s'intégrer à la scène. Cela permet aux artistes underground en devenir de s'engager dans une discussion musicale avec des rappeurs cubains underground déjà bien connus. Les battles freestyle prennent souvent une tournure politique lorsque les artistes intègrent des perspectives sur les disparités sociales et les problèmes qui touchent la population cubaine.

## Types
Il existe plusieurs types de battle. En un contre un, le battle, dans sa représentation la plus simple, met en face à face deux adversaires présentant tour à tour leur prestation.
Un battle peut aussi se faire en équipe. Les battles en équipe (limité) (2 contre 2, 3 contre 3, etc.) offrent plus de possibilités que le battle 1 contre 1 en permettant la réalisation de combinaison ou d'échanges artistiques avec le coéquipier. Avec pour exemple les Rap Contenders ou l'on peut souligner le dynamisme de ce format. En équipe (non-limité), aussi appelé « crew contre crew », le battle met en opposition des groupes sans limite de nombre, permettant ainsi au groupe de déployer l'ensemble de leurs capacités et préparations sur scène. On retrouve régulièrement ce type de battle dans le breakdance, offrant la possibilité aux artistes de réaliser de grandes combinaisons de mouvement de grandes envergures et spectaculaires. Le Battle of the Year en est un exemple.
Inauguré par The Notorious IBE, le concept Seven-to-smoke met en affrontement 8 participants réalisant des battles un contre un tour à tour. Le gagnant reste, le perdant repasse en file d'attente. Pour gagner, il faut remporter 7 battles à la suite, d'où le nom Seven-to-smoke signifiant « 7 à fumer » en anglais.
Un armageddon est un battle dont le nombre d'équipes est supérieur à 2 mais dont une seule sortira vainqueur. Ce type d'affrontement a souvent lieu lors d'un repêchage, lors d'un litige ou lors d'une difficulté de choix de la part du jury à la suite d'une sélection.

## Spécificités

### Rap
Affrontement majoritairement fait d’improvisation, il consiste en une joute de rappeurs en présence de professionnels anonymes faisant office de jury ou de l’applaudimètre. Il existe une différence entre un battle et un clash : un battle se déroule dans un tournoi par exemple, alors qu'un clash se fait sur un « coup de tête », ou par chansons interposées.
Avec le temps, une variante a cappella est apparue sur le globe, en commençant par les États-Unis, puis s'est exportée dans le monde francophone via le Québec (Canada), puis vers la France avec des ligues telles que les Rap Contenders.

### Danse hip-hop
Les danseurs, de part et d'autre de la scène, s'affrontent en réalisant leur performance artistique sur la scène centrale.